# 第二赫雷科韋
47°39′55″N 29°43′43″E / 47.66528°N 29.72861°E
第二赫雷科韋（烏克蘭語：Грекове Друге）是位於烏克蘭西南部的村莊，由敖德萨州波季利斯克区的庫亞利尼克市鎮負責管轄。該村始建於1910年，面積0.18平方公里，海拔高度134米，2001年人口28，人口密度每平方公里155.56人。